# Polastron (Haute-Garonne)
Polastron település Franciaországban, Haute-Garonne megyében. Lakosainak száma 64 fő (2022. január 1.). Polastron Casties-Labrande, Fabas, Labastide-Paumès és Lussan-Adeilhac községekkel határos.

## Népesség
A település népességének változása:
| Lakosok száma | 92   | 67   | 61   | 60   | 59   | 57   | 54   | 53   | 53   | 64   |
|               | 1968 | 1982 | 1990 | 2006 | 2013 | 2015 | 2017 | 2019 | 2020 | 2022 |